# Гольдин, Сергей Васильевич
Серге́й Васи́льевич Го́льдин (28 января 1936, Ленинград, РСФСР — 18 мая 2007, Новосибирск, Российская Федерация) — советский и российский учёный-геофизик, доктор физико-математических наук, профессор, действительный член Российской академии наук, член Европейской академии наук, вице-президент Азиатской сейсмологической комиссии, Американского геофизического союза, директор Института геофизики СО РАН (1996—2004).

## Биография
Сергей Васильевич Гольдин родился 28 января в 1936 году в Ленинграде. Отец — Василий Петрович Лебедев (родом из Вологодской области) — председатель Ефимовского райисполкома Ленинградской области, в 1937 году был репрессирован и сослан в Магаданскую область. Мать — Анна Михайловна Гольдина (1911—1975), родом из Риги — выпускница Педагогического института имени Н. К. Крупской (1941), работала инструктором Районного отдела народного образования по Ефимовскому району Ленинградской области, позднее — учителем и директором школы во Владивостоке, преподавателем Вологодского, Горноалтайского и Тюменского педагогических институтов.

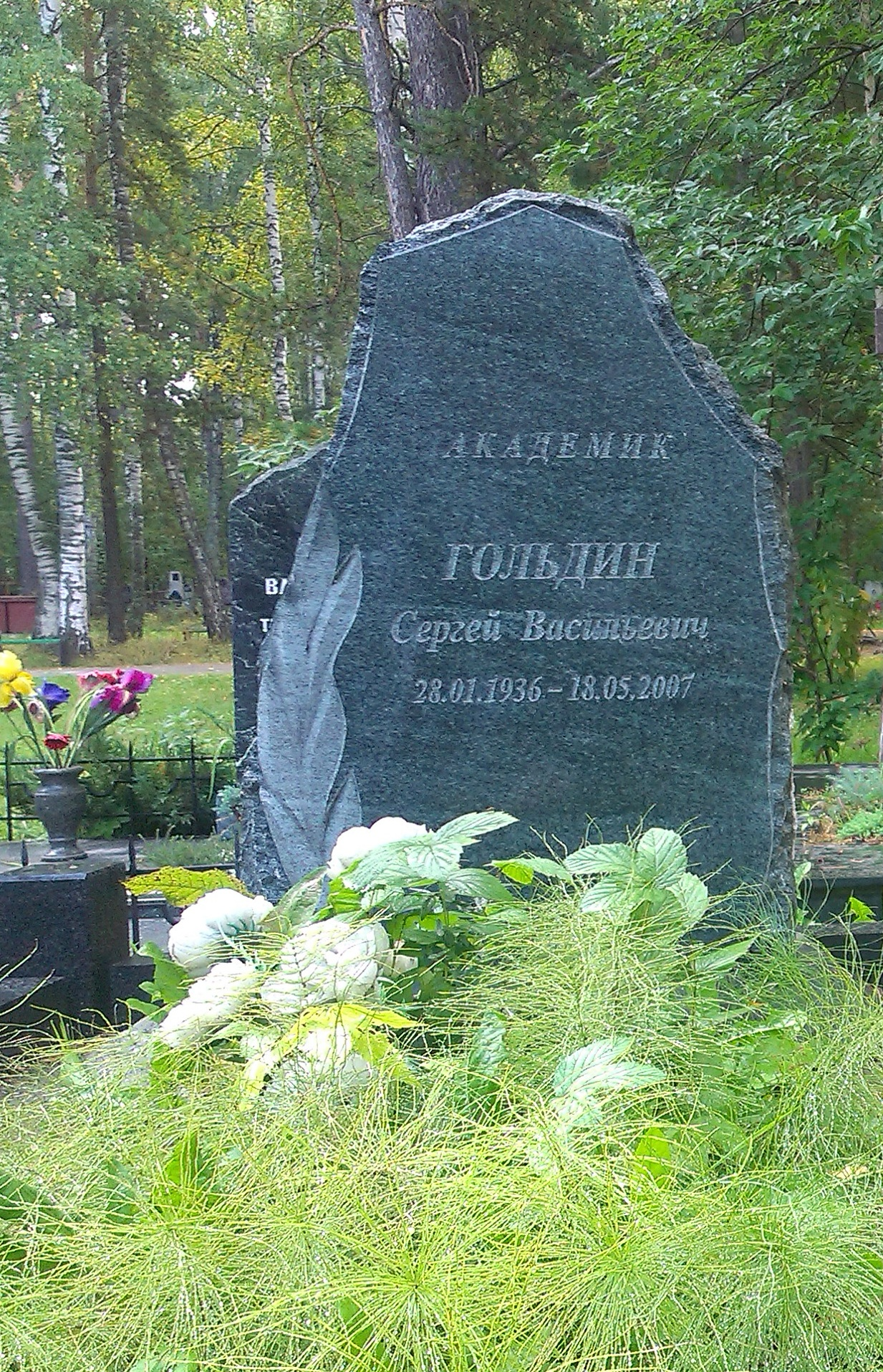
Могила С. В. Гольдина

Среднюю школу окончил в Вологде в 1953 году, с серебряной медалью. Поступил в Ленинградский горный институт на геофизический факультет (также прошёл по конкурсу на физический факультет Ленинградского государственного университета, но выбрал первое учебное заведение), окончил институт в 1958 году с отличием. В течение трёх лет работал в полевых партиях на разных должностях: техником, инженером-оператором, инженером-интерпретатором, техническим руководителем и начальником партии в Колпашево, Сургуте, Березово, участвовал в открытии нефтяного месторождения вблизи Сургута.
В 1961 году поступил в аспирантуру Института геологии и геофизики СО АН СССР, так как узнал, что в Новосибирск переехал выдающийся геофизик Н. Н. Пузырёв. С 1964 года Гольдин работал младшим научным сотрудником института. В 1966 году защитил диссертацию на соискание учёной степени кандидата физико-математических наук по теме «Помехоустойчивость алгоритмов фазовой корреляции сейсмических волн на фоне помех».
В 1965 году переехал в Тюмень. Возглавил лабораторию математической обработки Западно-Сибирского научно-исследовательского геолого-разведочного нефтяного института (ЗапСибНИГНИ) и стал преподавателем в Тюменском индустриальном институте. Считал преподавательскую деятельность, обучение молодёжи, неотъемлемой частью своих научных изысканий. Во время работы в Тюменском индустриальном институте он был одним из инициаторов создания специализации «Математические методы в геологии» и вместе с А. М. Волковым основал одну из школ математической геологии.
В 1970 году возвратился в Новосибирск, возглавил лабораторию математических методов геофизики Института геологии и геофизики СО АН СССР. В 1989 году поручает руководство своему ученику Г. М. Митрофанову, сам же остается научным руководителем этой лаборатории, занимая должность главного научного сотрудника.
Во время работы в Новосибирске, в Сибирском отделении АН СССР, им были созданы ещё две научные школы — в области математической теории прямых и обратных задач сейсмики, включая изучение нелинейных эффектов при распространении сейсмических волн в гетерогенных и флюидонасыщенных средах, а также в области изучения физических процессов в сейсмических очагах и прогноза землетрясений.
С 1971 года преподавал на кафедре геофизики Новосибирского государственного университета (НГУ), где были воспитаны такие ученики Гольдина, как Е. Ланда, В. Гречка, С. Фомель. В 1997 году В. Гречка, а в 2001 году С. Фомель были удостоены премии Карчера Общества разведочной геофизики для молодых геофизиков (до 33 лет) за выдающийся вклад в науку.
В 1979 году защитил докторскую диссертацию по теме «Кинематическая интерпретация отраженных сейсмических волн (теория и алгоритмы)». В 1983 году С. В. Гольдину было присвоено звание профессора, а с 1990 года он заведовал кафедрой геофизики НГУ.
С 1985 года проходили ежегодные летние школы-семинары для молодых специалистов-геофизиков. Семинары читались Сергеем Васильевичем в течение шести лет на Байкале, в Красноярске, Вижнице (Карпаты), Таджикистане, на Обском море. Читался курс лекций по сейморазведке. Но в связи с проблемами во время перестройки семинары были прекращены.
В 1991 году был избран членом-корреспондентом АН СССР, а в 1997 году стал действительным членом Российской академии наук. С 1996 по 2004 годы возглавлял Институт геофизики СО РАН.
В 1993 году нефтегазовая компания Petrobras пригласила Сергея Васильевича для разработки программ обучения магистров и аспирантов нефтяной геофизике.
В марте 2004 года, чтобы заняться научной работой, Сергей Васильевич досрочно оставил должность директора института геофизики СО РАН. С этого времени был утверждён советником РАН. Основал и возглавил лабораторию физических проблем геофизики, где он наметил и последовательно реализовал масштабную программу работ по исследованию процессов, связанных с зарождением землетрясений. Полученные результаты позволили С. В. Гольдину выдвинуть и обосновать концепцию протекания геомеханических процессов в очаговой области до и после землетрясения.
Гольдиным было прочитано большое число геофизических курсов в университетах разных стран, таких как Стенфордский университет (США), Технологический университет в г. Тронхейм (Норвегия), Федеральный университет г. Баийя (Бразилия), университет Тонжи (г. Шанхай, Китай) и Нефтяной университет Китая.
Среди его учеников 2 доктора и 16 кандидатов наук.
Сергей Васильевич Гольдин скончался в Новосибирске 18 мая 2007 года на 72-м году жизни после тяжелой болезни. Похоронен на Южном кладбище Новосибирска
Жена — Н. А. Гольдина.

## Научная деятельность и труды
Сергей Васильевич являлся автором и соавтором 140 научных работ, среди которых 6 монографий.
Для повышения эффективности поиска и разведки нефтяных и газовых месторождений им были разработаны методы анализа и кинематической интерпретации сейсмограмм. Открыл ряд нефтяных месторождений на территории Западной Сибири.
Гольдиным была предложена концепция геодинамического и геофизического мониторинга сейсмоактивных зон, а также новая трактовка физических процессов, происходящих в сейсмическом очаге землетрясения.
Занимался изучением математических проблем теории прямых и обратных задач сейсмики.

## Общественная деятельность
С. В. Гольдин с 1999 года состоял членом совета Российского фонда фундаментальных исследований и членом Экспертного совета по наукам о Земле ВАК РФ. Он был заместителем главного редактора журнала «Геология и геофизика», членом редакционной коллегии журнала «Физическая мезомеханика» и консультантом журнала «Нефтегазовое обозрение».
В 1989 года выдвигался кандидатом в депутаты по Кировскому территориальному округу г. Новосибирска.

## Награды, признание
- Премия имени О. Ю. Шмидта[1] за серию работ по теории кинематической интерпретации сейсмических волн (совместно с академиком Н. Н. Пузыревым) (1986)[2].
- Государственная премия РФ (1998)[5] за цикл трудов «Прогноз, разведка и разработка газовых месторождений крайнего севера Сибири»[2].
- Орден Дружбы (2006)[5].
- Медаль В. В. Федынского за большой вклад в развитии геофизики (2003)[5][8].
- Орден «За вклад в развитие горно-геологической службы России» Совета по общественным наградам Российской Геральдической палаты (2007 год, посмертно)[8].
- Юбилейная медаль «За доблестный труд. В ознаменование 100-летия со дня рождения Владимира Ильича Ленина»[8].
- Медаль «Ветеран труда»[8].

## Черты характера, увлечения
Сергей Васильевич отличался постоянной заряженностью энергией и большим жизнелюбием. Писал стихи, увлекался живописью. В 1999 году вышла книга его стихов, а в 2003 году — её второе издание, переработанное, дополненное и снабжённое его же рисунками.
Страстно увлекался фотографией, играл на мандолине и фортепиано, сам сочинял музыку. Активно занимался спортом: лыжами, играл в большой теннис. Это способствовало его научным успехам.

### Книги
1. Гольдин С. В., Волков А. М., Гольдина Н. А. Аксиоматическая классификация залежей нефти и газа и её применение для описания месторождений Тюменской области. — М.: Недра, 1970. — 240 с.
2. Гольдин С. В. Линейные преобразования сейсмических сигналов. — М., 1974. — С. 352.
3. Гольдин С. В. Интерпретация данных сейсмического метода отраженных волн. — М., 1979. — 344 с.
4. Goldin S. V. Seismic traveltime inversion: Investigations in geophysics. — SEG: Tulsa, 1986. — 363 с. — ISBN 9780931830389.
5. Гольдин С. В., Паламодов В. П. Преобразование и восстановление разрывов в задачах томографического типа. — Новосибирск: ИГИГ, 1988. — 99 с.
6. Гольдин С. В. Введение в геометрическую сейсмику. — Новосибирск: НГУ, 2005. — 263 с. — ISBN 5-94356-295-8.
7. Гольдин С. В. Сейсмические волны в анизотропных средах. — Новосибирск: Сибирское отделение Российской академии наук, 2008. — 372 с. — ISBN 978-5-7692-989-5.
8. Гольдин С. В. Теория интерпретации в сейсморазведке и сейсмологии (Избранные труды) / науч. ред. акад. М. И. Эпов. — ИНГГ СО РАН, 2011. — 357 с. — ISBN 978-5-4262-0005-0.
9. Гольдин С. В. Введение в геометрическую сейсмику / Учеб. пособие / Рос. Акад. Наук, Сиб.отд-ние, Институт нефтегазовой геологии и геофизики им. А.А. Трофимука. — Новосибирск: НГУ, 2016. — 203 с. — ISBN 978-5-4262-0068-5.

Разное:
1. Гольдин С. В. Стихи. Не формулы. — Новосибирск: СО РАН, фил. «Гео»,, 2003. — 249 с.
2. Гольдин С. В. Стихи и формулы / отв. ред. А. Э. Конторович, М. И. Эпов.. — Новосибирск: Параллель, 2009. — 512 с.
3. Гольдин С. В., Гольдина Е. С., Гольдин Л. С. Трилистник. — Новосибирск: «Гео», 2010. — 112 с. — ISBN 978-5-904682-01-9.
4. Гольдин С. В. Эволюция личности / ред. Г. М. Прашкевич; сост. Л. Г. Киселева.. — Новосибирск: ИНГГ СО РАН, 2012. — 386 с. — ISBN 978-5-4262-0031-9.

### Статьи
- Гольдин С. В. Дилатансия, переупаковка и землетрясения // Физика Земли : Журнал. — 2004. — № 10. — С. 37—54.
- Гольдин С. В. Макро- и мезоструктуры очаговой области землетрясения // Физическая мезомеханника : Журнал. — 2005. — Т. 8, № 1. — С. 5—14. — ISSN 1683-805X.